# Der Herr ist mit mir

Der Herr ist mit mir (Le Seigneur est avec moi), BuxWV 15, est une cantate de Dietrich Buxtehude, pour quatre voix (SATB) et un petit ensemble de deux violons, violone et basse continue. Le texte issu du Psaume 118:6-7 est conclu par un Alleluia traité en chaconne.

## Texte
| Der Herr ist mit mir, darum fürchte ich mich nicht, was können mir Menschen tun? Der Herr ist mit mir, mir zu helfen, und ich will meine Lust sehen an meinen Feinden. Alleluia | Le Seigneur est avec moi, Je ne crains rien, Que peuvent me faire les hommes ? Le Seigneur est avec moi, Il est mon secours, Et je me réjouis à la vue de mes ennemis. Alleluia |

## Discographie
- Anima Eterna & The Royal Consort, Collegium Vocale, Jos van Immerseel, Channel Classics (CCS 7895), 1994
- Ensemble Jacques Moderne, Joël Suhubiette, Ligia Digital (Lidi 0202183-07), 2007
- Accentus & Concerto Köln, Laurence Equilbey - Naive Records (V 5216) Album Nuit sacrée, 2010. Avec Sandrine Piau (soprano), Nathalie Stutzmann (contralto), Pavol Breslik (tenor), Johannes Weisser (basse), Sonia Wieder-Atherton (violoncelle), Aurélie Saraf (harpe) & Daniel Maurer (orgue)